# Sonni
Sonni – wieś w Estonii, prowincji Järva, w gminie Türi.